# Симгоровичи (Бобруйский район)
Симгоровичи (бел. Сімгаравічы) — деревня в Телушском сельсовете Бобруйского района Могилёвской области Республики Беларусь. Фигурирует в исторических документах XIX века. Расположена в 22 км к юго-востоку от Бобруйска, в 2 км от железнодорожной станции Телуша (на линии Бобруйск — Жлобин), в 88 км от Могилёва. Рядом проходит шоссе Бобруйск — Жлобин. По данным 2007 года, в деревне насчитывалось 16 хозяйств и проживало 25 человек.

## История
В 400-х метрах к югу от деревни сохранился курганный могильник (42 насыпи), свидетельствующий о заселении этой местности в далёкой древности. Современная деревня известна с XIX века. В 1838 году Симгоровичи входили в состав Бобруйского уезда Минской губернии и находились в помещичьей собственности. В 1848 году деревня входила в состав имения Плёсы. Согласно переписи 1897 года, Симгоровичи были деревней в Турковской волости с 10 дворами и 93 жителями.
В 1907 году в деревне насчитывалось 14 дворов и 121 житель, в 1917 году — 16 дворов. В 1926 году в Симгоровичах было 23 двора и проживало 118 человек. В этот период в деревне действовал пункт по ликвидации неграмотности среди взрослых. В 1931 году в Симгоровичах был организован колхоз «Третий решающий год». Во время Великой Отечественной войны на фронте погибли 8 жителей деревни.
По данным переписи 1959 года, население деревни составляло 207 человек, в 1970 году — 141 человек. В 1986 году в Симгоровичах насчитывалось 34 хозяйства и 73 жителя, деревня входила в состав колхоза имени Мичурина.
По данным 2007 года, в деревне насчитывалось 16 хозяйств и проживало 25 человек.

## География
Расположена в 22 км к юго-востоку от Бобруйска, в 2 км от железнодорожной станции Телуша (на линии Бобруйск — Жлобин), в 88 км от Могилёва. Рядом проходит шоссе Бобруйск — Жлобин.

## Застройка
Планировка деревни представляет собой плавно изогнутую улицу, ориентированную в меридиональном направлении. Застройка выполнена из деревянных домов усадебного типа, расположенных с двух сторон улицы.